# Eugenia valvata
Eugenia valvata är en myrtenväxtart som beskrevs av Mcvaugh. Eugenia valvata ingår i släktet Eugenia och familjen myrtenväxter. IUCN kategoriserar arten globalt som nära hotad.
Artens utbredningsområde är Ecuador. Inga underarter finns listade i Catalogue of Life.